# История Словакии
В древности территория Словакии была заселена фракийцами и кельтами. С I века н. э. — под властью Древнего Рима. В середине I тысячелетия заселена славянами. В IX—X веках входила в Великую Моравию. С XI века до 1918 года — в составе Венгерского королевства. В период феодальной раздробленности Венгрии существовали независимые владения словацких феодалов: Амадея на востоке Словакии (1301—1302) и Матуша Чака на западе (1301—1323). В XIII—XIV веках проходил процесс немецкой колонизации словацких земель. В середине XVI века южная часть Словакии оказалась под властью Османской империи (до 1699 года), остальные земли вошли в государство Габсбургов. В 1918 году вошла в Чехословакию. В 1939—1945 годах являлась государством, зависимым от нацистской Германии. С 1945 года снова в Чехословакии. С 1 января 1993 года — независимая Словацкая Республика.
В Средние века территория Словакии называлась Северной/Верхней Венгрией или северными комитатами Венгерского королевства. Другое венгерское историческое название Словакии — Фельвидек (Верхний Край). Термин «Словакия» получил распространение со второй половины XVI века.

## Дославянский период

### Каменный век
Первые люди на территории Словакии обитали со времён нижнего палеолита. В районе Попрада были обнаружены останки неандертальцев, относящиеся к среднему палеолиту (250 000—40 000 лет до н. э.). В Шаля в речном галечнике найдена лобная кость взрослого неандертальца. В Гановце Я. Петрбок (cs:Jaroslav Petrbok) нашёл природный (травертиновый) слепок мозговой полости неандертальца (105 тыс. л. н.).
Ко времени верхнего палеолита (40 000—13 000 лет до н. э.) относится существование селетской археологической культуры. Венера Мораванская датируется возрастом 22 800 лет назад.
В период мезолита после завершения Последней ледниковой эпохи люди стали селиться в основном по берегам рек восточной и юго-западной Словакии.
Во время неолита существовала свидерская культура, культура линейно-ленточной керамики и буковогорская культура на востоке.
В эпоху неолита в 6—5-м тысячелетиях до н. э. Дунайская низина стала заселяться земледельцами и пастухами. Люди изготавливали керамические изделия и обработанные каменные орудия. К периоду среднего неолита на юго-западе Словакии относится появление крупных поселений культуры Лендьель. Археологические находки свидетельствуют о произошедшей дифференциации общества. Около 3500 лет до н. э. стали возводиться ронделы — земляные сооружения оборонительного характеры для укрытия от врагов. На востоке страны существовала культура Польгар.

### Медный век
К периоду энеолита (3300—1900 лет до н. э.) относится появление медных орудий, в том числе топоров, молотов, долота; возник слой служителей религиозного культа. Люди селились в основном в предгорьях. К первой половине 3-го тысячелетия до н. э. относится появление баденской культуры, охватывающая также и горные области.

### Бронзовый век
В бронзовом веке (1900—700 лет до н. э.) происходило развитие торговли, в среднесловацкой области стали разрабатываться медные рудники, изготавливалось оружие и украшения. В раннем бронзовом веке на территории юго-западной Словакии была распространена нитринская (нитрянская) культура. На западе Словакии возникла мадьяровская культура раннего и начала среднего бронзового века (входила в так называемый мадьяровско-ветеровский горизонт), на востоке — культура Отомань среднего бронзового века. В среднем бронзовом веке культура Сучу-де-Сус занимала восток Словакии, а Карпатская культура курганных погребений была распространена на западе Словакия, восточнее реки Ваг. Пилинская культура позднего бронзового века (1300—700 гг. до н. э.) занимала территорию юго-востока и центра Словакии. На юго-западе существовала и унетицкая культура. Ветеровская культура возникла в результате переселения групп носителей мадьяровской культуры с территории юго-западной Словакии на территорию, которую ранее занимала унетицкая культура. Около 1250 года до н. э. на территории Словакии возникла культура полей погребальных урн, которая в восточных и южных районах средней Словакии была представлена юго-восточным вариантом культуры, в юго-западных районах — среднедунайским, а на севере — лужицкой культурой. Около 1000 года до н. э. лужицкая культура горного населения стала занимать южные предгорные районы.

### Железный век
По мнению ряда учёных, Словакия входила в ареал расселения киммерийцев. На востоке была распространена куштановицкая культура.
В период существования гальштатской культуры в раннем железном веке началась добыча и обработка железа. На западе Словакии существовала календерберская культура. Археологические находки этого времени свидетельствуют о наличии торговли с Прибалтикой и Средиземноморьем. Около 400 года до н. э. на западе страны поселилось кельтское племя котины, носители латенской культуры, — первые известные по письменным источникам племена на территории Словакии. Кельтская пуховская культура, существовавшая на севере и в центре территории современной Словакии в период со II века до н. э. по I век н. э., является одним из самых поздних потомков лужицкой культуры.
Во II веке до н. э. кельтское племя бойи заселило Среднее Подунавье. Кельты строили городские поселения — оппидумы, занимались ремёслами и особенно производством железа. Около 50 года до н. э. на берега Дуная пришли даки, проживавшие на территории Словакии до второго десятилетия нашей эры.
В I веке до н. э. кельты и иллирийцы Паннонии были покорены римлянами. Около 10—15 года н. э. земли западной Словакии, не входившие в римскую провинцию, были завоёваны германским племенем квадов, которые потеснили даков. Тогда же на Дунай пришло сарматское племя языгов, вытеснивших даков на юго-восток. В 21 году римляне отдали земли между реками Вагом и Моравой германским воинам племени маркоманов, которым впоследствии досталась и юго-западная область Словакии. В конце I века германцы воевали с римлянами. Во II веке римляне возвели оборонительные сооружения на границах, в том числе крепость на месте современной Братиславы. В Маркоманских войнах конца II века войны между германцами и римлянами возобновились. В конце IV века римляне навсегда покинули территорию Словакии. В IV—V веках в ходе Великого переселения народов Карпатская котловина являлась домом для остготов, вандалов, свевов и гепидов. В 423—425 годах земли в бассейне Тисы были заняты гуннами. Их власть распространялась и на юго-западные районы Словакии. С прекращением существования гуннской державы территорию Словакии захватили сначала остготы, герулы и свевы, а позднее — гепиды.

## Средние века

### Государственность у славян
Первые славяне пришли (вероятно, с территории Польши) на Среднее Подунавье в конце V века. Память о дославянском населении сохранилась в названии крупных гор и рек. В VI веке лангобарды во время войн с гепидами пригласили в Паннонию аваров, прежде обитавших в Северном Причерноморье, после чего переселились в Северную Италию. В Словакию авары проникли в конце VI века через Дунай в районах Комарно и Братиславы. По свидетельству франкского хрониста Фредегара, зимой авары жили у славян и брали в наложницы жён и дочерей последних. Во время восстаний славян против насилия аваров, в 623 году славяне сделали своим князем франкского купца Само. Его держава — государство Само просуществовала до смерти Само в 658 году. После чего возникло два славянских княжества — Моравское и Нитранское, правители которых, вероятно, были данниками аваров. Княжества, получившие названия по рекам, были отделены друг от друга Малыми и Белыми Карпатами. При этом, Моравское находилось на территории современной Чехии, а Нитранское — на территории Словакии. На территории нынешнего селения Бойна (район Топольчани) на одном из великоморавских городищ у подножия гор Поважски-Иновец был найден комплект из шести позолоченных рельефных плакет (медалей) с переносного алтаря, на которых выбиты короткие тексты, датируемые 780—820 годами. В IX веке вследствие экспансии франков и болгар Аварский каганат прекратил существование.
Археологи датируют раннесредневековый археологический горизонт металлоконструкций Блатница-Микульчице VIII—IX веками.
Нитранское княжество образовалось на территории юго-западной Словакии не позднее второй половины VIII века. Княжество состояло из градов — оборонительных и торгово-ремесленных центров, среди которых была столица Нитра, Победим, Вышни-Кубин, Майцихов, Спишски-Томашовцы и Бреков. В 820-е годы славяне левого берега Дуная приняли христианство. В 828 году состоялось освящение христианской церкви в Нитре, возведённой князем Прибиной: это было первое упоминание в письменных источниках о строительстве церкви у славян. Распространением христианства в Нитранском княжестве занимались миссионеры из Зальцбурга. Около 840 года Прибина получил от Людовика Немецкого паннонскую часть Каринтийской марки, новой столицей владений Прибины стал Блатенград. После того, как Людовик предоставил Прибине право собственности на эти владения, они превратились в Паннонское княжество.
Около 833 года более сильный моравский князь Моймир I завоевал Нитранское княжество, после чего князь Прибина бежал. С этого события начинает отсчёт история Великоморавской державы. Впоследствии Нитранское княжество превратилось в удельное княжество, восстановив своё особенное положение. Во время правления Ростислава Великая Моравия была вынуждена оказывать отпор нападениям франков. Пытаясь избавиться от политического влияния Восточнофранкского королевства, Ростислав обратился сначала к папе, а затем и к византийскому императору Михаилу Пьянице с одной и той же просьбой — прислать миссионеров для проповеди на языке мораван. В ответ на это в 863 году братья Кирилл и Мефодий отправились из Византии в Моравию. В период правления Святополка (ум. 894) страна по инициативе восточнофранкского короля была на время захвачена баварцами. В ходе восстания против франков в Нитранском княжестве Святополк вернул себе власть, и в 874 году заключил с франками мир, признав себя их данником. Вероятно, в 875 году он подчинил себе княжество в верхнем течении Вислы (территория современной Польши). В 880 году в Нитре было учреждено епископство. В 880-е годы Мефодий со своими сподвижниками перевёл Библию на старославянский язык. После смерти Мефодия в 885 году употребление славянского языка в богослужении было запрещено папой Римским, а в 885—886 годах последователи Мефодия были изгнаны из страны или уведены в рабство. Большинство из них позднее ушло в Болгарию. При Моймире II к баварцам отошло Паннонское княжество. Впоследствии от Великой Моравии отпали чешские и полабские земли, а Потисье оказалось занято мадьярами. В 900 году последние подчинили себе территорию Паннонского княжества. Вероятно, в 906 году Великоморавское государство вместе со своим последним князем Моймиром II погибло под натиском венгров.
Около двух—трёх столетий в VII—X веках продолжался многократный приток в уже освоенные славянами различные местности Восточно-Европейской равнины многочисленных групп славянских переселенцев из Моравского Подунавья, сыгравший существенную роль в консолидации славянского населения Восточной Европы и завершившийся формированием древнерусской народности.

### После венгерского завоевания

#### X—XII века
Раннесредневековая археологическая белобродская культура, процветавшая в X—XI веках в Центральной Европе, представляет собой синтез культуры завоевателей-венгров, привнесённой в Карпатский бассейн около 900 года, и более ранних культур, существовавших на территории современных Словакии, Венгрии, Румынии, Сербии и Хорватии до венгерского завоевания. По мнению археолога Валентина Седова, основная территория культуры Биело-Брдо включала территорию современной Венгрии, Южной Словакии и часть сербской Воеводины.
В X — начале XI века западные и центральные области Словакии попеременно переходили в руки правителей Польши и Чехии. После того, как в 1018 году князь Польши Болеслав Храбрый отказался от притязаний на территории Словакии, последние окончательно вошли в состав Венгрии. После завоевания моравских земель венграми славяне принимали участие в грабительских походах венгров в немецкие земли. Во второй половине X века Нитра стала уделом Михаила из рода Арпадов, который подчинил себе горные котловины Карпат, земли к северу и северо-востоку от своих первоначальных владений. В 972 году князь Михаил принял христианство. Впоследствии король Андраш I отдал в управление своего брата Белы «треть королевства» вместе с Нитранским уделом, к которому был присоединён Бихар. При Беле центр удельного владения Нитра была укреплена деревоземляным валом. После того, как в 1060 году Бела стал королём, Нитранский удел перешёл к его сыновьям. В начале XII века Нитранское удельное княжество было упразднено. В 1116 году венгерский король Иштван II вступил с чешским князем Владиславом в конфликт, закончившийся для Венгрии потерей области между Белыми Карпатами и реками Величкой, Ольшавой и Моравой. Наибольшая плотность населения на территории Словакии в X веке оставалась в юго-восточной области. В XII веке население было в основном славянским, в южных районах компактно проживали венгры. С середины XII века юго-восточная область стала заселяться выходцами из немецких земель. Численность населения в конце XII века составляла от 200 до 250 тысяч жителей. Новые торговые пути со временем оставили Нитру в стороне от дорог. Продолжалась добыча железа и серебра. При короле Иштване I в Венгрии началась чеканка монет. Во второй половине XI века удельные князья Нитры чеканили собственные монеты. Основным видом хозяйственной деятельности населения было земледелие. Крестьяне были зависимы от феодалов. Церковь владела землями, площадь которых не превышала 10—12 %. С XII—XIII веков количество королевских владений стало уменьшаться, при этом увеличивалось число феодальных владений. Возросло количество полусвободных крестьян. В середине XI века территория Словакии состояла из 11 комитатов, возглавляемых королевскими жупанами, которые были наделены административными, фискальными, военными и судебными функциями. Центрами комитатов служили замки.
После принятия венграми христианства большая часть территории Словакии оказалась в ведении Эстергомского архиепископства. В середине XII века в центральной Словакии поселились немецкие и французские торговцы и ремесленники, в конце века — итальянские. Самыми древними словацкими святыми считаются легендарные Сворад-Андрей и Бенедикт. Среди памятников литературы XI—XII веков сохранилось евангелие, написанное, вероятно, в скриптории Гронско-бенядикского монастыря.

#### XIII—XV века
В XIII веке на территории Словакии было построено множество замков (градов). Появились привилегированные города, ныне под названиями: Трнава, Зволен, Банска-Штьявница, Стари-Теков, Крупина. В 1241—1242 годах Венгрия подверглась монголо-татарскому нашествию. Завоеватели дошли до Банска-Штьявницы и Зволена, часть территории Словакии была опустошена. После этого за не паханными полями последовал голод. В 1271 году чешский король Пржемысл Отакар захватил замки на юго-западе современной Словакии — Братиславу, Пайштун, Девин, и сжёг Нитру. В 1273 году на Моравию напали половцы, после чего мораване разгромили Нитру. С водворением в стране анархии, в восточной Словакии хозяйничал феодал Омодей Аба, а в юго-западной — род Чаков. «Земля Матуша» (название, видимо, появилось в 1320-е годы) весной 1311 года включала 14 жуп (комитатов), простираясь от Дуная на юге до Зволенского жупанства на востоке. После поражения могущественных феодалов, в Венгрии начался экономический подъём. Земли Матуша Чака были конфискованы королём. Численность населения на территории Словакии в конце XIII века составила около 300 тысяч жителей. Немецкие колонисты расселились по разным районам территории Словакии, особенно в районе Малых Карпат, в среднем и нижнем Спише, в среднесловацкой рудной области. Ими, например, в XIII веке был основан город Левоча. В Братиславе, Спише и городах словацкого Рудногорья немцы составляли основное население. В старых городах, где проживало значительное число словаков, немцы пытались захватить управление этими городами. В 1381 году венгерским королём Людовиком I были изданы «Жилинские привилегии», которые предусматривали избрание равного количества немцев и словаков в городское управление. Немцы приносили с собой новые эффективные методы обработки почвы (История Словакии, 2003), и стали преобладающим слоем населения городов. Их численность составляла около 20 % от всего населения территории Словакии. Двухпольная система земледелия постепенно сменилась трёхпольем. Развивалось горное дело, старейшим центром которого была Банска-Штьявница. Вдоль торгового пути выросли города Прешов и Кошице. Наиболее значительными королевскими городами (расположенными во владениях короля) с полной судебной компетенцией были Трнава, Зволен, Крупина, Нитра, Братислава, Банска-Бистрица. Привилегированные города обладали правом свободной рыночной торговли и самоуправлением: горожане могли избирать городской совет и бургомистра. Трнава, Братислава, Кошице и Левоча вели торговлю с зарубежными странами. В средневековых городах Словакии действовало нюрнбергское и магдебургское право. В таких значительных городах, как Нитра, Трнава, Братислава проживали евреи, которые занимались торговлей, финансовыми операциями и ремеслом. На территории Словакии действовали монастыри монашествующих орденов, в том числе францисканцев, доминиканцев, цистерцианцев, антонианцев и картузианцев. В архитектуре XIII века начался переход от романского к готическому стилю. В конце XIV века началась валашская колонизация горных районов Словакии. Со временем термин «валахи» утратил этническое значение и стал обозначать скотоводов.
С 1428 по 1433 год территория Словакии ежегодно подвергалась опустошению отрядами гуситов, которые захватывали города и замки, и облагали население данью. Идеи гуситов разделяли жители словацких городов, особенно западных районов Словакии. В 1440—1450-х годах лагеря «братриков», состоявшие из бывших воинов-гуситов, служили опорными пунктами антифеодального движения в словацких землях. Численность населения на территории Словакии в начале XV века составляла от 500 до 550 тысяч жителей. Самыми значительными королевскими городами была Братислава и Кошице: в них проживало 5—10 тысяч жителей. В конце XV века на территории Словакии существовало около 200 городских поселений. Центрами виноделия в этом веке являлись города Трнава, Братислава, Модра, Пезинок, Кошице. Часть производимого вина шла на экспорт в Польшу, Чехию, Германию. А 1467 году в Братиславе открыла свои двери для студентов Академия Истрополитана, в которой преподавались искусства, теология и юриспруденция. Через два десятилетия академия была закрыта. Феодалы в этот период владели домами в венгерской столице, перестраивали замки на территории Словакии во дворцы. Они должны были иметь свои монастыри, служившие родовыми усыпальницами. В 1440-х годах для защиты от произвола магнатов был создан союз городов «Пентаполитана», объединивший Кошице, Прешов, Левочу, Сабинов и Бардеёв. В 1487 году возник союз городов восточной Словакии, куда входили Смолник, Гелница, Рожнява, Ясов, Спишска-Нова-Вес.

## Новое время

### XVI век
В 1525—1526 годах в Словакии вспыхнули восстания горняков, требовавших повышения заработной платы. Поражение венгерской армии в битве при Мохаче 1526 года в истории считается окончанием средневекового периода Венгрии. 17 декабря того же года в Братиславе Фердинанд Габсбург был избран королём Венгрии. В 1530 году в Нитранском комитате турками были сожжены 80 сёл, около 10 тысяч человек уведены в рабство. После захвата Буды соперником Габсбургов Яношем Запольяи в 1529 году столица Венгрии с 1536 года была перенесена в Братиславу. С 1563 года в Братиславе проходила коронация венгерских королей, регулярно проходили венгерские сеймы. С 1543 года в связи с турецким вторжением в Венгрию архиепископ Эстергомский переехал в Трнаву, где пребывал до 1820 года. В 1544 году турки захватили часть комитатов Теков, Гонт, Новоград. В 1550-е годы они заняли южнословацкие районы. В 1554 год была взята крепость Филяково, ставшая центром Филяковского санджака, который просуществовал в течение пятидесяти лет. В 1575 году наступление на словацкие земли усилилось. В 1593 году турки были изгнаны из комитатов Гемер, Гонт, Новоград. В 1599 году во время Пятнадцатилетней войны турки вместе с крымскими татарами опустошили юго-западные области на территории Словакии. В 1580-е годы ключевой крепостью для защиты от турок на их пути к Нитре и в долину Вага стала Нове-Замки. В XVI веке в Словакии получили распространение идеи Реформации, в том числе евангелизм, лютеранство, а также анабаптистские, гельветические и антитринитаристские учения. В 1530—1540-е годы реформацию приняли западно-словацкие города Жилина и Тренчин, все горнопромышленные города средней Словакии, королевские города в восточных районах (Прешов, Кошице, Левоча, Сабинов и Бардеёв), комитаты Липтов и Спиш, а также некоторые малые города. Ко второй половине XVI века относится появление в Словакии книгопечатания. Первая постоянная типография была открыта в Бардеёве в 1577 году, где в 1581 году была напечатана первая словацкая книга на чешском языке со словацкими чертами — переводный «Малый катехизис» М. Лютера. В ренессансном стиле в XVI веке возводились ратуши, дома знати, строились новые и перестраивались старые замки. В начале XVII века началась полномасштабная контрреформация.

### XVII век
В первой половине XVII века на смену Ренессанса в искусстве пришло барокко. Руками итальянских мастеров в барочном стиле возводились крепости и церкви. Среди наиболее выдающихся памятников барокко — крепости Леопольдов, Комарно, университетская церковь Трнавы. В 1604 году началось восстание под предводительством трансильванского феодала Иштвана Бочкаи, который в 1605 году занял часть Словакии. Восстание закончилось заключением Венского мира, гарантировавшего феодалам и королевским городам свободу вероисповедания. В 1619 году правитель Трансильванского княжества Г. Бетлен в ходе Тридцатилетней войны предпринял поход против Габсбургов, занял Кошице, Трнаву, Братиславу. В 1622 году в Микулове между Бетленом и императором был заключён мир. В 1635 году был основан Трнавский университет, который начинал с преподавания теологии и философии. В 1642 году эстергомским бегом Мустафой в течение трёх дней в комитате Нитра были опустошены 11 сёл, убито двести человек, свыше тысячи жителей обращены в рабство. Во время восстания Дёрдя Ракоци в 1644 году Кошице и горнорудные города средней Словакии подверглись захвату его солдатами Дёрдя. В 1663 году в ходе австро-турецкой войны под натиском турок пала крепость Нове-Замки, которая была превращена в центр эйялета, располагавшегося между реками Грон и Ваг. В 1664 году турки были изгнаны из Нитры и Левочи. В 1670 году в северо-восточной Словакии было подавлено восстание заговорщиков против власти Габсбургов. В 1672 году произошло восстание лютеранских крестьян, взявших замок Орава. В 1680 году началось восстание Имре Тёкёли: армия куруцев вторглась в долину Вага. В 1682 году куруцы захватили Кошице, Филяково и горнопромышленные города. До конца февраля 1684 года 12 королевских городов перешли на сторону императора Леопольда I. В 1685 году крепость Нове-Замки была освобождена от турок. В 1703 году в ходе восстания Ракоци куруцы захватили почти словацкие земли. 3 августа 1708 года в битве при Тренчине войско Габсбургов разбило силы куруцев, в течение последующих трёх месяцев повстанцы были вытеснены из западной и средней областей Словакии. Восьмилетняя куруцкая война, унёсшая около 80 тысяч жизней, закончилась заключением Сатмарского мира 1711 года. В это неспокойное время в словацких землях хозяйничали разбойники, среди которых был и словацкий «Робин Гуд» — Юрай Яношик, казнённый в 1713 году.
Во второй половине XVI века венгерская иммиграция вызвала смещение словацко-венгерской этнической границы на север. Изначально словацкий город Нитра в 1532 году был заселён венграми с озера Балатон, спасавшимися от турецкой опасности. Другие группы венгров переселились на берега Вага и в районе Трнавы. В течение XVI века северные районы Словакии заселялись выходцами из немецкоязычных стран, исповедовавших анабаптизм. В XVI и XVII веках продолжилась колонизация словацких земель валахами. Часть из них растворилась в местной среде. После еврейского погрома в Вене 1679 года евреи оттуда переселились в западную Словакию. Во второй половине XVI веке в употребление вошёл термин «Словакия», особенно в среде чехов, поляков и австрийцев. В условиях турецкой оккупации Словакия в XVII веке являлась самостоятельным территориально-этническим образованием с самоназванием «Славония», «Склавония», «Словенская земля». В это же время та знать, которая имела словацкое происхождение, была подвержена мадьяризации. Таким образом, словацкая народность состояла в основном из низших слоёв населения. Реформация в XVI—XVII веках способствовала распространению в словацких землях чешского языка, особенно в городах, превратившись в дипломатический язык знати. Однако это относилось в большей мере к лютеранскому населению. В XVII веке широкое распространение получает и словацкий язык. 
Собственниками земли в XVI веке являлись только дворяне. Законы 1548 и 1608 годов ограничили право крестьян переходить к другому землевладельцу. Крестьяне несли основное налоговое бремя в Венгерском государстве. Они также обязаны были содержать духовенство и монастыри. Повинности в пользу землевладельцев состояли в уплате натурального или денежного оброка за землю и дом, и отработке барщины. 
В 1720 году численность населения словацких земель составляло приблизительно 815 тысяч человек. Крупнейшими городами были Комарно (8300 жителей), Братислава (7900), Банска-Бистрица (7000), Кремница (5300), Скалица (4000), Пезинок (3300), Трнава (2900), Банска-Штявница (2700), Модра (2300 жителей).

### XVIII век
В 1722 году в Малацках была основана первая мануфактура. В 1720-е годы началась волна переселения из словацких земель в южную Венгрию, и далее, в 1740-е годы, в Банат, Бачку и Срем (ныне территория Сербии), где поселения словаков сохранились до наших дней, в том числе Ковачица, Петровац, Стара-Пазова. В этом столетии в южных районах Словакии проживало большое количество венгров. В городах жило много немцев, особенно в горнорудных городах средней Словакии, в Спише и верхней Нитре. В северо-восточных районах проживали русины. В словацких землях жили также цыгане, усилиями властей постепенно переходившие к оседлому образу жизни. Продолжился приток евреев из Моравии в западные области Словакии, а из Галиции — в восточные. Больше всего евреев осело в Братиславе, которая в первой половине XIX века превратилась в культурный центр евреев. В конце века ¾ населения исповедовали католицизм, 20 % — протестантизм. При этом, из протестантов венгры исповедовали в основном кальвинизм, а немцы и словаки — лютеранство. Русины были греко-католиками. Православия придерживались редкие переселенцы из Османской империи, например в Комарно. В 1777 году был перенесён университет из Трнавы в Буду. До 1785 года несвободные крестьяне оставались лично зависимыми от помещиков. В 1780 году вышла «История словацкого племени» Ю. Папанека, в котором Великая Моравия предстала в качестве первого государственного образования словаков. С 1792 по 1800 год действовало «Словацкое научное товарищество», занимавшееся издательской деятельностью. С 1783 по 1786 год выходила первая словацкая газета «Прешпурске новины». В конце XVIII века группой студентов в Братиславе был разработан словацкий литературный язык, известный как «бернолаковчина». В 1787 году теологом А. Бернолаком был издан «Филологическо-критический трактат о словацком написании». Появление литературного языка привело к осознанию словаками себя как особого «племени». Однако в евангелической среде сохранялось представление о «чешскословацком племени». В конце XVIII — в первые десятилетия XIX века понятия «словак» и «словянин» в Словакии часто воспринимались населением как синонимы.

### XIX — начало XX века
В 1825—1827 годах вышел в свет шеститомный словарь А. Бернолака. На языке Бернолака в 1829—1832 годах была издана Библия, до середины XIX века продолжала выходить католическая литература. В 1847 году представители национального движения приняли новый литературный язык, разработанный Л. Штуром в 1843 году. Победа России в войнах с Наполеоном послужила стимулом в развитии представлений об общности славян. Крупнейший деятель словацкой культуры первой трети XIX века Ян Коллар рассматривал словаков в качестве единого «чехословацкого племени» с чешским литературным языком, тем самым отказывая своим соотечественникам в праве на культурную самостоятельность. В 1857 году на территории Словакии проживало 2,4 млн человек, из которых 1,5 млн были словаками. В 1880 году 266 тысяч словаков проживали на территории современной Венгрии. С 1870 по 1900 год около 180 тысяч словаков эмигрировали в Америку. Во время революции 1848—1849 годов часть словаков перешла на сторону Габсбургов. Впервые на политической арене выступил словацкий политический орган — Словацкий национальный совет. В марте 1849 года была выдвинута идея о создании словацкого великого княжества в рамках империи. На официальный «старословацкий язык» (фактически чешский) было переведено законодательство империи, он стал применяться в жупном управлении, на этом языке теперь велось обучение в начальной школе. Словацкая интеллигенция в этот период разошлась в политических взглядах с венграми: словаки были сторонниками Габсбургов и русофилами, венгры же, напротив, — противниками Австрии и России. Кодификация словацкого языка С. Цамбеля очистила язык от примесей чешского и диалектизмов. В 1861 году был принят «Меморандум словацкого народа», предусматривавший автономию в рамках Венгрии. Во второй половине XIX века немецкая печать постепенно уступила место венгерской. В период существования Матицы словацкой выходило 46 периодических изданий на словацком языке. В 1870-е годы в ходе мадьяризации была закрыта Матица словацкая и гимназии. Освобождение крестьян от феодальной зависимости происходило с 1853 по 1890-е годы. Словакия оставалась преимущественно аграрным регионом. Промышленность второй половины XIX века была сосредоточена в Липтове, Гемере, Зволене и Спише.
На вторую половину XIX века пришлось творчество словацких поэтов романтизма А. Сладковича, Яна Ботто, С. Халупки, реализма — П. Орсага-Гвездослава, С. Гурбана-Ваянского; писателя М. Кукучина. Среди писателей начала XX века были Я. Есенский, Й. Грегор-Тайовский, И. Краско. Центры театральной жизни словаков находились в Братиславе и Кошице. Среди художников второй половины XIX века: П. Богунь и Й. Клеменс. В 1900 году 70 % словаков Венгрии были католиками, 25 % лютеранами и 5 % греко-католиками. Среди последних были как словаки, так и русины. Интеллигенция и греко-католическое духовенство убеждало население в том, что русины являются «греко-католическими венграми». В начале XX века в Закарпатье развернулось массовое движение за переход из греко-католичества в православие. В этот период на территории Словакии проживало около 150 тысяч евреев. По переписи 1893 года в Словакии проживало 36 тысяч цыган, 600 человек из которых кочевали. С начала XX века до Первой мировой войны около 400 тысяч словаков эмигрировали в Америку. В целом, до 1914 года из Словакии эмигрировали около 600 тысяч человек, уступая в Европе по этому показателю только Ирландии. В это время усилилась мадьяризация образования, среднее и высшее образование на словацком языке так и не появилось. Накануне Первой мировой войны только 16 % словацких детей учились в начальных школах на словацком языке. В словацкой экономике преобладал венгерский и австрийский капитал. Начавшаяся в 1914 году Первая мировая война была чужда словакам, привыкшим видеть в русских, сербах и румынах своих традиционных союзников. Предположительно, было убито 69 700 солдат, 61 680 стали инвалидами. Во время войны чешские политики разрабатывали две концепции будущей Чехословакии: Т. Масарик был сторонником независимой Чехословакии, К. Крамарж надеялся на создание славянского государства под эгидой российского императора.

## Новейшее время

### Межвоенный период
28 октября 1918 года в Праге было объявлено о создании Чехословацкой республики. 30 октября 1918 года в Турчанском Святом Мартине Словацким национальным советом была принята Декларация словацкого народа о праве на самоопределение и признании государства чехов и словаков. Венгерское правительство пыталось сохранить Словакию в составе собственного государства, пообещав словакам автономию. 7 декабря был назначен полномочный министр по делам Словакии с расположением в Жилине. После занятия чехословацкими войсками Пресбурга (по-венгерски Пожонь) 31 декабря 1918 года город был официально переименован в Братиславу, превратившись в столицу Словакии. В том же году в Чехословакии был установлен 8-часовой рабочий день. В январе 1919 года чехословаки вытеснили венгерские войска за демаркационную линию, которая была установлена Антантой в декабре 1918 года. После прихода к власти в Венгрии коммунистов 21 марта 1919 года венгерская Красная армия заняла часть Словакии. С отступлением венгерских войск в конце июня прекратила существование Словацкая Советская Республика, которая была провозглашена в Прешове 19 июня того же года. Граница с Венгрией была установлена Трианонским договором в 1920 году, что явилось итогом длительных переговоров на Парижской мирной конференции. Территория Нограда к северу от реки Ипель отошла к Чехословакии, а южная часть комитата осталась в составе Венгерской республики.
На севере словацких земель к Польше в 1920 году отошло 25 поселений.
После присоединения к Чехословакии Подкарпатской Руси в 1920 году была проведена административная граница последней со словацкими землями. Претензия Чехословакии на так называемый Бургенландский коридор (земли Австрии и Венгрии), который должен был обеспечить ей границу с Югославией, осталась неудовлетворённой. Территория Словакии после установления границ в 1920 году имела население 2 998 244 человека, площадь 49 006 км². В 1930 году в Словакии проживало 17,8 % венгров, 4,6 % немцев, 3,7 % чехов, 2,2 % евреев, 2,9 % восточных славян. Чехи после 1918 года приезжали в Словакию как военнослужащие, чиновники, учителя, почтовые служащие, железнодорожники. Ряд чешских партий в этот период утверждали концепцию существования единой этнической «чехословацкой нации». В законах о языке бытовали положения о несуществующем «чехословацком языке». На практике в официальных учреждениях употреблялся словацкий язык. В 1927 году Полномочное министерство по делам Словакии было ликвидировано. В 1928 году по примеру Моравии и Чехии была учреждена словацкая Областная управа. Избирательная система Чехословакии на государственном и муниципальном уровне основывалась на всеобщем избирательном праве. После 1918 года в Словакии происходила масштабная перестройка экономики, переориентация с Венгрии на Чехию, сопряжённая с социальными потрясениями из-за войны. Была восстановлена закрытая венграми в 1875 году Матица словацкая. В 1919 году был основан братиславский Университет им. Коменского. В 1926 году началось вещание словацкого радио из Братиславы. В 1938 году в Кошице было открыто высшее техническое училище.
В 1928 году в Словакии начался аграрный кризис. Вслед за ним в 1930 году разразился кризис в промышленности, который достиг дна в 1933 году. В этом году было зарегистрировано 130 937 безработных. Закрывались предприятия металлургии, металлообработки, стекольной, бумажной и текстильной отрасли. С 1922 по 1937 год из Словакии в расчёте на душу населения эмигрировало в 7 раз больше людей, чем из Чехии. Всего же с 1900 по 1940 год из Словакии эмигрировало свыше 720 тысяч человек. Оживление экономики началось только в 1934 году, отчасти в связи с приходом к власти Гитлера в Германии и развитием оборонных предприятий. Словаки испытывали страх перед венгерским реваншизмом. На границах с Австрией и Венгрией строились укрепления из железобетона. После заключения Мюнхенского соглашения, 6 октября 1938 года исполнительным комитетом ГСНП в Жилине была провозглашена словацкая автономия. После признания автономии правительством Чехословакии словацкое правительство возглавил Йозеф Тисо. В ноябре того же года правительство Чехословакии уступило Польше часть северной Словакии и Силезии. Венгрия потребовала присоединения всей территории Словакии. 2 ноября арбитражем в Вене были утверждены новые границы Словакии: Венгрии передавалась территория площадью 10 390 км², на которой проживало 854 217 человек, в том числе свыше 270 тысяч словаков. Германией в 1938 году был оккупирован правый берег Дуная в районе Братиславы.

### Словацкая республика (1939—1945)
14 марта 1939 года словацкий сейм провозгласил суверенитет Словацкой республики. Республика имела площадь 38 004 км², на которой проживало 2 655 053 человека. После оккупации Польши в сентябре 1939 года на севере и на западе Словакия стала граничить с Германией, на юге и на востоке — с Венгрией. Республика была признана 27 государствами, в том числе СССР в 1939 году. В марте 1939 года того же года при оккупации Подкарпатской Руси венгерская армия нарушила границу Словакии, и вступила с нею в бои, длившиеся несколько дней. В ноябре 1940 года Словакия присоединилась к Тройственному пакту. В 1939 году словаки принимали участие в оккупации Польши (за что Словакия вернула себе территории, присоединённые к Польше в 1920 и 1938 годах), с июня 1941 года — в войне против СССР. Словацкие солдаты и офицеры на советско-германском фронте целыми частями регулярно переходили на советскую сторону. Большинство чехов были выселены из Словакии. С 25 марта по 20 октября 1942 года 57 628 евреев были депортированы в нацистские лагеря на оккупированные Германией территории. Вторая волна выселения евреев в количестве 13 500 человек пришлась на период с сентября 1944 года по март 1945 года. Десять тысяч из них погибли. Цыгане, проживавшие в центральной Словакии, подвергались массовому уничтожению частями СС.
23 мая 1944 года германские войска оккупировали карпатскую зону Словакии. Немецкие войска вступили в Словакию со стороны Венгрии, после того как члены словацкого правительства — Тисо и Тука — выехали 21 мая из ставки Гитлера.
29 августа 1944 года началась немецкая оккупация страны с согласия президента Й. Тисо. Вспыхнуло Словацкое национальное восстание, которое через два месяца было подавлено. Военные действия во время Второй мировой войны на территории Словакии велись в течение восьми месяцев. В сентябре 1944 года советская армия перешла через Карпаты. Северные районы Словакии освобождали советские и чехословацкие войска, центральные и западные районы — советские и румынские войска. На словацкой земле было похоронено 60 659 советских, 10 435 румынских и 1736 воинов 1-го Чехословацкого армейского корпуса. 4 апреля 1945 года была освобождена Братислава, 30 апреля — Жилина. Тысячи человек из восточной Словакии были отправлены в лагеря СССР, многие из них погибли. После окончания войны в 1945 году граница с Польшей была восстановлена до заключения Мюнхенского соглашения. Й. Тисо, приговорённый Национальным судом Чехословакии к смерти, был казнён в апреле 1947 года.

### Период социализма
По возвращении чехословацкого правительства из Лондона весною 1945 года его словацкие представители выражали надежду на создание федерации чехов и словаков, которая была бы основана на принципе «равный с равным». 32 415 немцев к октябрю 1946 года были отправлены в Германию. Венгры, поселившиеся на оккупированных в 1938 году территориях Словакии, после окончания войны были выселены. По соглашению об обмене населением, заключённому Чехословакией и Венгрией в 1946 году, 74 тысячи венгров из Словакии переехали жить в Венгрию и 73 тысячи словаков из Венгрии выехали в Словакию. 44 тысячи венгров были принудительно переселены в чешское Пограничье для замещения немецких рабочих. 326 697 венгров признали себя словаками, а взамен получили гражданские права и возможность работать. После 1948 года большинство из них восстановили венгерскую национальность. На выборах в парламент 1946 года победила Демократическая партия, получившая 63 места в Словацком национальном совете. 31 место досталось КПС и 6 мест Партии труда. Но так как Коммунистическая партия победила в чешской части страны и, в общем, завоевала 38 % по всей республике, она и пришла к власти. В итоге, страна стала социалистической страной и союзницей СССР как часть Чехословакии. В 1947 году намерение Чехословакии присоединиться к плану Маршалла натолкнулось на возражение со стороны СССР.
В феврале 1948 года некоммунистические министры подали в отставку, президент Э. Бенеш сформировал правительство, в котором преобладали коммунисты. В 1945 году началась национализация чехословацкой экономики. Предприятия ремесленников переходили в руки коммунальных и государственных предприятий, предприятия мелких торговцев — к государственным предприятиям и кооперативным союзам. Почти все виды свободных профессий, включая адвокатские конторы, подлежали ликвидации. В 1958 году 66,6 % сельскохозяйственных угодий находилось в руках кооперативов и государства. Деревенские богачи наказывались штрафами, направлялись в трудовые лагеря, подлежали выселению из сёл. Собственность Католической церкви была конфискована. Словацкая грекокатолическая церковь в 1950 году была упразднена. Многие священники различных конфессий отправлены в тюрьмы.
Количество занятых в промышленности с 1948 по 1960 год увеличилось почти вдвое, превысив 800 тысяч человек в 1980-е годы. Наряду с ГДР и Венгрией Чехословакия являлась самой развитой страной советского блока, однако этот уровень в собственно Словакии был явно ниже, нежели в Чехии. Возникли предприятия, ориентированные на СССР, из которого импортировались полезные ископаемые. Восточнословацкий металлургический комбинат в Кошице превратился в крупнейшее предприятие Словакии. Велось масштабное жилищное строительство. Расширялась сеть учреждений культуры. Кроме Братиславы высшие учебные заведения появились во многих других городах страны. В послевоенное время в представлении чехов народы постепенно сливались в единое целое, поэтому необходимость в особом положении Словакии отсутствовала.
После смерти Сталина в Чехословакии развернулась борьба за власть. Личные и деловые связи населения с Западом, туристические поездки в Югославию, вещание радиостанций Свободная Европа, Голос Америки, Би-Би-Си, Немецкая волна, а также австрийского телевидения приводили к усилению антисоциалистических настроений. Коммунистическая партия разделилась на «реформаторов» и «догматиков». Инициированный «реформаторами» процесс либерализации страны, получивший название «Пражская весна», был прерван в ночь с 20 на 21 августа 1968 года — в рамках операции «Дунай».
Советский Союз при поддержке венгерских, болгарских и польских войск осуществил вторжение в Чехословакию.
При этом в Словакии погибло 19 человек, сотни было ранено.
Итогом событий стало подписание чехословацким руководством после переговоров в Москве в том же месяце Программы выхода из кризисной ситуации. В ответ на требование федерализации государства 1 января 1969 года была образована Чехословацкая социалистическая республика, состоящая из Чешской и Словацкой социалистических республик. Ее главой стал словак Густав Гусак. За военной агрессией последовала новая крупная волна эмиграции, в основном уезжали квалифицированные специалисты.
Начался «период нормализации» Чехословакии — возврата к принципам социализма. Поездки в страны Запада были ограничены, «подстрекательские» радиостанции глушились. В 1970 году был принят ряд законов, которые привели к централизации федеративного государства.
Так как центр либеральных реформ находился в Праге, на Словакии нормализация отразилась заметно в меньшей форме. Уровень экономического роста в Словакии был тоже выше, нежели в Чехии. Развивалась промышленность: металлургия, химическое производство и предприятия лёгкой промышленности, возникло производство грузовых автомобилей, подшипников каления, строительных агрегатов, гидравлического оборудования, танков, бронемашин, орудий и боеприпасов.
25 марта 1988 года верующие устроили в Братиславе «демонстрацию горящих свечей» за свободу Католической церкви. В ноябре 1989 года в Праге произошла Бархатная революция. В 1990 году федеративное государство получило название Чехословацкая Федеративная Республика. В июне 1991 года советские войска покинули Чехословакию. В это время получил распространение лозунг «возврат в Европу». Новыми целями государства стало присоединение к Европейскому сообществу и блоку НАТО. В 1990—1993 годах Словакия погрузилась в тяжёлый экономический кризис. Промышленное производство в 1993 году по сравнению с 1989 годом сократилось почти в 1,5 раза, железнодорожные перевозки по сравнению с докризисным уровнем — в 2 раза. В 1993 году безработица достигла 368 095 человек. Имущество, национализированное или конфискованное после 1948 года, подлежало реституции. В 1991—1992 годах большая часть мелких предприятий были приватизированы. В 1992—1994 годах проходила приватизация крупных предприятий, включая фабрики, гостиницы, универсальные магазины. На выборах в парламент коммунисты Словакии получили всего 13,3 % голосов. Закон о люстрации 1991 года запретил бывшим членам КПЧ в течение пяти лет занимать высокопоставленные должности в государстве. На выборах 1992 года победу одержала партия Движение за демократическую Словакию, набравшая 37,7 % голосов.

### Независимая Словакия
17 июля 1992 года Словацким национальным советом была принята Декларация о суверенитете Словацкой республики. 1 сентября 1992 года Словацкий национальный совет принял конституцию. 25 октября 1992 года Федеральное Собрание Чехословакии приняло постановление о роспуске федеративного государства, которое прекратило существование 31 декабря 1992 года. Словацкая республика в качестве преемницы Чехословакии в 1993 году стала членом международных организаций, в том числе ОБСЕ, Всемирного банка, МВФ, с 19 января — ООН, с июля — Совета Европы. В том же году Словакия направила сапёрный батальон для нормализации обстановки на территории распавшейся Югославии. В феврале 1993 года был избран первый президент Словакии — Михал Ковач. В ходе приватизации большая часть предприятий была продана по заниженной реальной стоимости. В течение нескольких лет в стране появился слой сверхбогатых людей, состояние которых исчислялось миллиардами крон. В конце 1990-х годов количество безработных составило около 500 тысяч человек. В 1998 году ВВП страны, без учёта заработной платы, приблизился к уровню 1989 года. Государственный долг в сентябре 1998 года вырос в 2,8 раза по сравнению с 1994 годом, составив 11,9 млрд долларов.
29 марта 2004 года Словакия вступила в НАТО, 1 мая 2004 года — в Европейский союз, 21 декабря 2007 года присоединилась к Шенгенской зоне, 1 января 2009 года — к еврозоне.